# 史密斯菲爾德 (北卡羅萊納州)
史密斯菲爾德（英語：Smithfield）是一個位於美國北卡羅萊納州約翰斯頓縣的城鎮。同時該地也是約翰斯頓縣的縣治。

## 人口
根據2020年美國人口普查的數據，史密斯菲爾德的面積為32.08平方千米，當中陸地面積為32.05平方千米，而水域面積為0.03平方千米。當地共有人口11292人，而人口密度為每平方千米352人。